# HRASLS5
HRASLS5 (англ. HRAS like suppressor family member 5) – білок, який кодується однойменним геном, розташованим у людей на 11-й хромосомі. Довжина поліпептидного ланцюга білка становить 279 амінокислот, а молекулярна маса — 30 312.
| 10         |  | 20         |  | 30         |  | 40         |  | 50         |
| ---------- |  | ---------- |  | ---------- |  | ---------- |  | ---------- |
| MGLSPGAEGE |  | YALRLPRIPP |  | PLPKPASRTA |  | STGPKDQPPA |  | LRRSAVPHSG |
| LNSISPLELE |  | ESVGFAALVQ |  | LPAKQPPPGT |  | LEQGRSIQQG |  | EKAVVSLETT |
| PSQKADWSSI |  | PKPENEGKLI |  | KQAAEGKPRP |  | RPGDLIEIFR |  | IGYEHWAIYV |
| EDDCVVHLAP |  | PSEEFEVGSI |  | TSIFSNRAVV |  | KYSRLEDVLH |  | GCSWKVNNKL |
| DGTYLPLPVD |  | KIIQRTKKMV |  | NKIVQYSLIE |  | GNCEHFVNGL |  | RYGVPRSQQV |
| EHALMEGAKA |  | AGAVISAVVD |  | SIKPKPITA  |  |            |  |            |

A: Аланін

C: Цистеїн

D: Аспарагінова кислота

E: Глутамінова кислота

F: Фенілаланін

G: Гліцин

H: Гістидин

I: Ізолейцин

K: Лізин

L: Лейцин

M: Метіонін

N: Аспарагін

P: Пролін

Q: Глутамін

R: Аргінін

S: Серин

T: Треонін

V: Валін

W: Триптофан

Кодований геном білок за функціями належить до трансфераз, ацилтрансфераз. 
Задіяний у такому біологічному процесі, як альтернативний сплайсинг. 